# 古川いおり
古川 いおり（こがわ いおり、1992年9月25日 - ）は、日本の元AV女優。大阪府出身、元ティーパワーズ所属。2022年12月31日にて完全引退。

## 略歴
AV女優以前はタレント、女優業を行なっていた。演出家にダメ出しをもらい役の幅が欲しいと思っていたところで業界のことを教えてもらい、一肌脱げば世界が広がると思い門を叩いた。のちのインタビューでも、「芝居がしたくてAVに入った」と述べている。
2012年11月2日発売の雑誌『フライデー』の袋とじでヘアヌードを披露、11月8日発売の「古川いおり AV Debut」でSODクリエイトからAVデビュー。デビュー作のスチル写真を撮るためだけにグアム島での撮影が行われる破格の対応がされた。
2013年、第64回SOD大賞優秀女優賞を受賞。
2014年7月、セガのゲーム「龍が如く」のキャラクター出演をかけたセクシー女優人気投票にエントリーし、20位に選出され「龍が如く0 誓いの場所」への出演権を獲得した。
2015年9月24日、恵比寿★マスカッツのメンバーに。
2016年4月2日、第28回ピンク大賞にて新人賞を受賞。
2017年3月3日、スカパー!アダルト放送大賞2017のサイゾー賞を受賞。
2018年12月15日、恵比寿マスカッツを卒業。
2020年11月27日、クラブチッタ川崎で行われた「LADY MADONNA-拡大版-I saw her standing there～その時ハートは盗まれた～」でMCを担当。翌年11月25日、同所で行われた「LADY MADONNA 拡大版 -I Should Have Known Better～恋する二人～」においても、シャバダバふじと共にMCを担当し、3時間に及ぶライブを取り仕切った。
2021年8月発表「読者300人が選んだFLASH 2021セクシー女優ランキング」読者投票54位。

### 引退発表
2022年1月28日、SOFT ON DEMANDのYoutubeチャンネルにて同年12月31日にAV女優を引退する事を発表。合わせて、SODstarホームページ上に「ありがとう、古川いおり。」と題する特設サイトが公開された。

### 引退写真集制作プロジェクト
2022年3月15日、自身のツイッターにて購入型クラウドファンディング「ひとつなぎHitotsunagi」を通じた古川いおり引退写真集の制作プロジェクトを発表。同時に「ひとつなぎ」ホームページにてプロジェクト詳細を公表し、応募（支援）受付を開始した。並行してYoutubeチャンネル「ひとつなぎTV」にて、本人によるプロジェクトの解説動画２つも公開された。

### 全国ファイナルツアーイベント
2022年8月8日、SODstar特設サイトにて、同年9月から11月にかけて全国7都道府県（埼玉、福岡、香川、大阪、兵庫、北海道、東京）にてDVD新作購入者を対象とするファイナルツアーイベント（DVDへのサイン・個別写真撮影など、計13回）を開催することを発表した。また、イベント開催店舗+その他店舗：計100店舗にて本人への寄せ書き企画を開催することとなり、協力店舗に期間限定でメッセージBOXとメッセージカード（DVD購入は不要）が設置され 、これらのメッセージはアルバムに収納されて、ツアーイベント最終日（11/12）に同日のイベント店舗にて本人に手渡された。
2022年12月26日週FANZA通販フロアランキングにて、デビュー作収録の『SODstar15周年記念！厳選した人気スター女優18名 デビューSEX集めました!』が1位を記録。

## 人物
バストはCカップで小さい胸にコンプレックスを持っていた。初体験は大阪の専門学校に進学してから18歳の時、1学年上の先輩（年齢は7つ上）としている。AVデビュー前の男性経験は2人。　趣味は、読書、音楽鑑賞、筋トレ、動画鑑賞。特技は、道に迷うこと。自宅で2匹の犬【ゆず：白のチワワ、メス、2014年～】、【ぽんず：黒のシュナックス、メス、2017年～】を飼っており、自身のツイッターやインスタグラムにしばしば登場させている 。
マスカッツでは落ち着いた性格からチーフ・コガワのニックネームで呼ばれ、リーダー・明日花キララ在籍時から仕切りや進行を任されることが多い。2017年の喜怒愛楽ツアーでは明日花キララのぎっくり腰によりリーダー代理を急きょ勤め上げた。
2016年、2017年に行われた恵比寿★マスカッツ学力テストでは全教科で高得点を出し、2年連続で大卒メンバーを抑えて1位獲得。2018年は10位。
マスカッツ卒業後の感想として、マスカッツの熱い熱量と、SODクリエイトでのいい意味でのゆるい熱量の違いを挙げている。マスカッツでの熱さに慣れていたので、卒業以降はAVにも持ち込もうとし、卒業後の半年間は精神的にガタガタになってしまったという。
2022年12月31日17時から配信されたツイキャスにて、同日付にて完全引退すること、所属事務所であるティーパワーズにしばらく在籍すること、自身のSNS（Twitter, Instagram等）は事務所に移管され、後日に削除される予定であることなどが報告された。

## 作品

### アダルトDVD
| 2012年  | 2012年                              | 2012年 | 2012年   | 2012年        | 2012年       |
| 発売日  | タイトル                            | 規格   | 品番     | メーカー      | 備考         |
| ------- | ----------------------------------- | ------ | -------- | ------------- | ------------ |
| 11月8日 | 古川いおり AV Debut                 | DVD    | STAR-380 | SODクリエイト | デビュー作品 |
| 12月6日 | わたし、死ぬほどセックスが好きです… | DVD    | STAR-387 | SODクリエイト |              |

| 2013年   | 2013年                                                              | 2013年 | 2013年   | 2013年        | 2013年     |
| 発売日   | タイトル                                                            | 規格   | 品番     | メーカー      | 備考       |
| -------- | ------------------------------------------------------------------- | ------ | -------- | ------------- | ---------- |
| 1月10日  | 止まらない… 超大量潮吹き                                            | DVD    | STAR-396 | SODクリエイト |            |
| 2月7日   | いおりのイカせかた 恥じらい淫語で全部教えます…                      | DVD    | STAR-405 | SODクリエイト |            |
| 3月7日   | 熱烈な接吻(キス)、そして発情(セックス)…                             | DVD    | STAR-414 | SODクリエイト |            |
| 4月11日  | 古川いおり×素人ガチンコ童貞!!いおりが優しく筆おろし、してア・ゲ・ル | DVD    | STAR-425 | SODクリエイト |            |
| 5月9日   | 超高級ソープ嬢                                                      | DVD    | STAR-434 | SODクリエイト |            |
| 6月6日   | 極限までエロく進化した、古川いおりの濃厚本気セックス 4本番          | DVD    | STAR-445 | SODクリエイト |            |
| 7月6日   | 古川いおり 初! 中出し解禁                                           | DVD    | STAR-454 | SODクリエイト |            |
| 8月8日   | 失神するほど…イカサレテ 拘束×巨根×失禁                              | DVD    | STAR-462 | SODクリエイト |            |
| 9月5日   | 女教師輪姦中出し陵辱レイプ                                          | DVD    | STAR-469 | SODクリエイト |            |
| 10月10日 | ユーザー様の御自宅に出張! 古川いおりをファンの皆様にお貸しします    | DVD    | STAR-476 | SODクリエイト |            |
| 11月9日  | 朝から晩まで挿れっぱなしチ○ポ大乱交!                                | DVD    | STAR-480 | SODクリエイト |            |
| 11月21日 | 美・少・女 SUPER BEST COLLECTION                                    | DVD    | STAR-485 | SODクリエイト | 単体ベスト |
| 12月5日  | 超高級中出しソープ嬢                                                | DVD    | STAR-487 | SODクリエイト |            |

| 2014年   | 2014年 | 2014年 | 2014年    | 2014年        | 2014年                                                                               |
| 発売日   | タイトル | 規格   | 品番      | メーカー      | 備考                                                                                 |
| -------- | --- | ------ | --------- | ------------- | ------------------------------------------------------------------------------------ |
| 1月9日   | 体液まみれ、愛液中毒 | DVD    | STAR-494  | SODクリエイト |                                                                                      |
| 2月6日   | 夫の目の前で、変態男に犯される中出し黒髪美人妻                                                                                   | DVD    | STAR-502  | SODクリエイト |                                                                                      |
| 3月6日   | 女子アナ監禁調教物語 | DVD    | STAR-505  | SODクリエイト |                                                                                      |
| 4月10日  | 弱みを握られた人妻ナースの羞恥看護                                                                                               | DVD    | STAR-513  | SODクリエイト |                                                                                      |
| 5月10日  | 一妻十夫制 朝・昼・晩 毎日家事をしながらのセックスで大忙し                                                                       | DVD    | STAR-520  | SODクリエイト |                                                                                      |
| 6月5日   | 本気汁をじっくり味わう中年男の変態セックスに溺れる                                                                               | DVD    | STAR-527  | SODクリエイト |                                                                                      |
| 7月1日   | AVファンを熱狂させた伝説企画を、豪華S級女優競演で全編完全撮りおろし! ソフト・オン・デマンド おかげさまで、もうすぐ20周年記念作品 | DVD    | AVOP-003  | SODクリエイト | AV OPEN 2014「スーパーヘビー級」エントリー作品。                                     |
| 7月10日  | 古川いおり×浅野えみ 超絶頂!ダブル激イキッ! ダブル潮吹き天国                                                                      | DVD    | STAR-535  | SODクリエイト |                                                                                      |
| 8月7日   | 古川いおり×浅野えみ 性感エステ超フルコース! 二輪車 ダブル サービス満載!濃密ご奉仕スペシャル!                                     | DVD    | STAR-538  | SODクリエイト |                                                                                      |
| 8月21日  | 口内レイプ志願 | DVD    | STAR-544  | SODクリエイト |                                                                                      |
| 9月25日  | いいなり温泉旅行 | DVD    | STAR-549  | SODクリエイト |                                                                                      |
| 10月9日  | SODグループ21メーカー 全編撮りおろしガイド VOL.2：収録タイトル「性感エステ×トリプルコース 極上の3P発射SP」                       | DVD    | SDXX-1402 | SODクリエイト | 「SODグループ100万枚無料配布キャンペーン」実施店舗にて商品購入者を対象に配布された。 |
| 10月23日 | 性感エステ×フルコース 10コーナー240分SP                                                                                          | DVD    | STAR-558  | SODクリエイト |                                                                                      |
| 11月8日  | 義母輪姦レイプ 息子の友人たちに性処理ペットとして姦される若い母                                                                  | DVD    | STAR-561  | SODクリエイト |                                                                                      |
| 12月6日  | 精子、全部飲む。 | DVD    | STAR-566  | SODクリエイト |                                                                                      |

| 2015年   | 2015年                                                                                         | 2015年 | 2015年   | 2015年        | 2015年                              |
| 発売日   | タイトル                                                                                       | 規格   | 品番     | メーカー      | 備考                                |
| -------- | ---------------------------------------------------------------------------------------------- | ------ | -------- | ------------- | ----------------------------------- |
| 1月8日   | 卑猥な腰つきと淫らな巨尻 またがりハメ尻中出し騎乗位                                            | DVD    | STAR-572 | SODクリエイト |                                     |
| 2月5日   | 極道の女 中出しレイプ                                                                          | DVD    | STAR-578 | SODクリエイト |                                     |
| 3月5日   | 妊娠淫語 子宮で感じる孕ませ中出しSEX                                                           | DVD    | STAR-585 | SODクリエイト |                                     |
| 4月9日   | SUPER BEST COLLECTION Vol.2 2枚組6時間スペシャル                                               | DVD    | STAR-592 | SODクリエイト | 単体ベスト 撮りおろし映像90分収録。 |
| 5月9日   | 種馬ザーメンぶっかけロデオ                                                                     | DVD    | STAR-598 | SODクリエイト |                                     |
| 6月6日   | 最高にエッチで綺麗な古川いおりがアナタの姉になってラブラブ近親相姦生活                         | DVD    | STAR-605 | SODクリエイト |                                     |
| 7月9日   | 中出し天国                                                                                     | DVD    | STAR-610 | SODクリエイト |                                     |
| 8月6日   | マジックミラー号がイク!! ファン感謝祭! 本物ファンが憧れの女優と好き放題ヤレるガチンコSEX 4本番 | DVD    | STAR-615 | SODクリエイト |                                     |
| 9月10日  | 媚薬催眠トランス大絶頂セックス                                                                 | DVD    | STAR-621 | SODクリエイト |                                     |
| 10月8日  | お姉さんの高級ランジェリーに魅せられて…                                                        | DVD    | STAR-625 | SODクリエイト |                                     |
| 11月12日 | 接吻中毒の変体ベロキス発情SEX                                                                  | DVD    | STAR-631 | SODクリエイト |                                     |
| 12月10日 | 溢れる愛液、唾液、汗…体液まみれ濃密‘汁音SEX’                                                   | DVD    | STAR-673 | SODクリエイト |                                     |

| 2016年   | 2016年                                                                                               | 2016年 | 2016年   | 2016年        | 2016年 |
| 発売日   | タイトル                                                                                             | 規格   | 品番     | メーカー      | 備考   |
| -------- | --- | ------ | -------- | ------------- | ------ |
| 1月8日   | 本気レズ解禁! 豪華美女共演ペニバンFUCK4本番                                                          | DVD    | STAR-644 | SODクリエイト |        |
| 2月6日   | タイトスカートの誘惑 先輩OLのパッツパツのピップラインとパンチラ、太もも美脚、エロ尻に興奮させられて… | DVD    | STAR-652 | SODクリエイト |        |
| 3月5日   | 陵辱、大好き。泣くほど感じる 犯されたい体                                                            | DVD    | STAR-659 | SODクリエイト |        |
| 4月7日   | 超高級ナマ中出し輪姦倶楽部                                                                           | DVD    | STAR-668 | SODクリエイト |        |
| 5月12日  | 人妻監禁レイプ 夫の出張中に中出し調教されるエリート若妻                                              | DVD    | STAR-679 | SODクリエイト |        |
| 6月9日   | あれから1年… 最高にエッチで綺麗な古川いおりがアナタの姉になってラブラブ近親相姦生活 2                | DVD    | STAR-684 | SODクリエイト |        |
| 7月7日   | タマらなく四六時中シャブリたがる卑猥なオクチ                                                         | DVD    | STAR-692 | SODクリエイト |        |
| 8月6日   | 滴る雨、汗、涙… びしょびしょになるほど発情し、夢中で快楽を求める濡れ透け女子高生                     | DVD    | STAR-700 | SODクリエイト |        |
| 9月12日  | 人気女子アナのエロすぎる素顔 清楚で知的な美人アナウンサーは、プライベートでは超ヤリマン女            | DVD    | STAR-708 | SODクリエイト |        |
| 10月6日  | 性処理玩具Mペット輪姦撮影会                                                                          | DVD    | STAR-716 | SODクリエイト |        |
| 11月10日 | 田淵式 秘技伝授 ～道具や体力に頼らずに女性を喜ばせることができる性儀～                               | DVD    | SDDE-461 | SODクリエイト |        |
| 11月23日 | むきだし                                                                                             | DVD    | STAR-730 | SODクリエイト |        |
| 12月8日  | 友達の姉のお尻がムッチムチにエロすぎてお尻好きな僕はつい変態でエッチな妄想をしてしまう               | DVD    | STAR-731 | SODクリエイト |        |

| 2017年   | 2017年 | 2017年 | 2017年   | 2017年        | 2017年                                      |
| 発売日   | タイトル | 規格   | 品番     | メーカー      | 備考                                        |
| -------- | --- | ------ | -------- | ------------- | ------------------------------------------- |
| 1月6日   | ち○ぽ狂い 焦らしに焦らされち○ぽが欲しくてたまらなくなった女の理性崩壊連続絶頂イキまくりSEX!                                                                                         | DVD    | STAR-740 | SODクリエイト |                                             |
| 2月2日   | 癒らし。 | DVD    | STAR-750 | SODクリエイト |                                             |
| 2月16日  | SODファン大感謝祭 デカデカバスツアー 160センチの素人男性を170センチの美女8名がおもてなし デカデカバスツアー 酒池肉林! 人生最高の思い出を届ける1泊2日の旅 in館山                     | DVD    | SDMU-515 | SODクリエイト |                                             |
| 3月2日   | SOD大感謝祭 絶対にバレてはいけない撮影中の禁秘 滴る愛液と溢れる吐息 極限羞恥SEX | DVD    | STAR-758 | SODクリエイト |                                             |
| 4月6日   | あなたの耳元で優しく淫語を囁く 中出しメンズエステサロン | DVD    | STAR-767 | SODクリエイト |                                             |
| 5月3日   | 俺の名は古川いおり。 ～ある日突然いおり先生と俺が入れ替わった話～ | DVD    | STAR-775 | SODクリエイト |                                             |
| 5月3日   | 漆黒 キャンドル1本 全身感度急上昇! いつもより神経が研ぎ澄まされた 濃密貪りSEX | DVD    | STAR-777 | SODクリエイト |                                             |
| 6月1日   | 超ブラコンの姉に嫁のいるすぐ側で精子を搾り取られるこっそりヤリまくり共同性活 | DVD    | STAR-784 | SODクリエイト |                                             |
| 7月6日   | 優しく丁寧な騎乗位であなたをご奉仕する はんなり和美人家政婦 | DVD    | STAR-793 | SODクリエイト |                                             |
| 8月10日  | プロ痴漢師たちの餌食にされメチャクチャ犯された禁断の流出映像 | DVD    | STAR-802 | SODクリエイト |                                             |
| 9月1日   | 昭和女のエレジー 狙われた美人姉妹 | DVD    | AVOP-353 | ヒビノ        | 「AV OPEN 2017」ドラマ部門 エントリー作品。 |
| 9月7日   | 全ては熱い夏のせい… 同窓会で再会した元彼とひと夏の不倫に堕ち汗を絡ませ何度も快楽を求めた人妻                                                                                        | DVD    | STAR-813 | SODクリエイト |                                             |
| 10月5日  | 結婚するまで待てない!婚約中の欲求不満OLが隣人の中年オヤジに何度も精子を求めるねっとり中出し性交                                                                                     | DVD    | STAR-824 | SODクリエイト |                                             |
| 11月2日  | 息子がいるすぐ側で綺麗な保育士さんに優しく抱かれる誘惑不倫SEX | DVD    | STAR-836 | SODクリエイト |                                             |
| 12月7日  | エリートOL露出調教 ～見られるだけで絶頂する身体に堕ちた社長令嬢～ | DVD    | STAR-849 | SODクリエイト |                                             |
| 12月21日 | SODファン大感謝祭!歴代専属女優大集合!SODStar2名を含む超豪華人気女優16名と一般募集素人ファンによる夢の大乱交1泊2日! 総発射数68発! 射精無制限ぜつりんバスツアー 2 (※素人男性18名参加) | DVD    | SDEN-017 | SODクリエイト |                                             |

| 2018年   | 2018年 | 2018年 | 2018年   | 2018年        | 2018年 |
| 発売日   | タイトル | 規格   | 品番     | メーカー      | 備考   |
| -------- | --- | ------ | -------- | ------------- | ------ |
| 1月11日  | 「先生、いくらなんでもイキすぎです!」イッてもイッてもまだ足りない!超敏感な僕だけの早漏カテキョ                                                                      | DVD    | STAR-861 | SODクリエイト |        |
| 2月8日   | 声の出せない場所で何度も痙攣絶頂させられる静かなるレ○プ | DVD    | STAR-872 | SODクリエイト |        |
| 2月22日  | SODstarだけ見たい! 桐谷まつり×古川いおり SODファン大感謝祭 発射無制限ぜつりんバスツアー2 追跡カメラが捉えた至福の射精!! 2日間で合計なんと22発も発射させちゃいました | DVD    | SDEN-022 | SODクリエイト |        |
| 3月8日   | 日帰りで12発射精しちゃうヤリまくりイチャイチャ温泉旅行 | DVD    | STAR-884 | SODクリエイト |        |
| 4月12日  | 卑猥なケツ穴を自ら広げて誘惑のちアナルひくひく大絶頂!ケツ穴見せつけっぱなし性交                                                                                     | DVD    | STAR-897 | SODクリエイト |        |
| 5月10日  | 普段は地味～な僕の姉が知らない間に小悪魔な淫語で男を誘いチ○ポを弄んでいた件!                                                                                        | DVD    | STAR-909 | SODクリエイト |        |
| 6月7日   | 25本のチ○ポとノンストップぶっかけ大大大乱交 | DVD    | STAR-921 | SODクリエイト |        |
| 7月12日  | 生意気なヤンキーギャルが弱味を握られ強制服従! 嫌々犯されていたはずが快楽に負けチ○ポ堕ち!                                                                            | DVD    | STAR-935 | SODクリエイト |        |
| 8月9日   | 超敏感クリトリス弄りっぱなし絶頂トランスSEX | DVD    | STAR-949 | SODクリエイト |        |
| 9月6日   | 全 身 性 感 帯 体の隅々までじっくりねっとり開発される淫らな性感セラピー                                                                                             | DVD    | STAR-966 | SODクリエイト |        |
| 10月11日 | あなただけを見つめながらゆっくり丁寧に絶頂へ誘う癒しの極上スローフェラチオ ～ALLごっくんスペシャル～                                                                | DVD    | STAR-981 | SODクリエイト |        |
| 11月8日  | 百合と蜜 一途な純情レズビアンが初めてチン負けした!! | DVD    | STAR-995 | SODクリエイト |        |

| 2019年   | 2019年                                                                               | 2019年 | 2019年      | 2019年        | 2019年 |
| 発売日   | タイトル                                                                             | 規格   | 品番        | メーカー      | 備考   |
| -------- | ------------------------------------------------------------------------------------ | ------ | ----------- | ------------- | ------ |
| 1月10日  | 2019年度SOD女子社員仕事始め 新春ゲームてんこ盛り!業務中にいきなり無礼講新年会        | DVD    | SDJS-005    | SODクリエイト |        |
| 1月24日  | SNSレ○プ 得体の知れない粘着フォロワーに幸せな日々を壊された人気インフルエンサー      | DVD    | STARS-019   | SODクリエイト |        |
| 3月7日   | 最上級のイイ女と時間を忘れて一晩中中出しSEX                                          | DVD    | STARS-008   | SODクリエイト |        |
| 5月9日   | もし専門学校時代の後輩クンに口説かれたらどうする?                                    | DVD    | STARS-060   | SODクリエイト |        |
| 7月11日  | ゲリラ豪雨の夜に憧れの女上司と会社で2人きり… 帰れなくなった僕らは朝までSEXしまくった | DVD    | STARS-094   | SODクリエイト |        |
| 9月12日  | 結婚式最中の新郎に強制中出しさせる美人ウェディングプランナー                         | DVD    | STARS-115   | SODクリエイト |        |
| 9月12日  | SODstar 11 SEX BUBBLE PARTY 2019 ～プールで感度アゲアゲイキまくり編～                | DVD    | STARS-120   | SODクリエイト |        |
| 9月12日  | SODstar 11 SEX BUBBLE PARTY 2019 ～プールで感度アゲアゲイキまくり編～                | BD     | STARSBD-120 | SODクリエイト |        |
| 11月7日  | 緊縛監禁 完全緊縛で犯され続けメス堕ちした美人女医                                    | DVD    | STARS-153   | SODクリエイト |        |
| 11月21日 | SODstar 10 SEX AFTER PARTY 2019 ～クラブでハメハメヌキまくり編～                     | DVD    | STARS-160   | SODクリエイト |        |
| 11月21日 | SODstar 10 SEX AFTER PARTY 2019 ～クラブでハメハメヌキまくり編～                     | BD     | STARSBD-160 | SODクリエイト |        |
| 12月26日 | 西野翔 ラストレズ                                                                    | DVD    | STARS-173   | SODクリエイト |        |

| 2020年   | 2020年 | 2020年   | 2020年    | 2020年        | 2020年 |
| 発売日   | タイトル | 規格     | 品番      | メーカー      | 備考   |
| -------- | --- | -------- | --------- | ------------- | ------ |
| 1月9日   | 異常精飲癖の妻 旦那公認で他人の精子を飲む人妻の日常                                                                                       | DVD      | STARS-184 | SODクリエイト |        |
| 3月12日  | 出張先で童貞部下と相部屋に… 持ち合わせていたコンドーム(彼氏用)は1つだけ… 頼み込まれて1回だけSEX、のはずが部下が絶倫すぎて10発も中出しした | DVD      | STARS-212 | SODクリエイト |        |
| 5月8日   | 息子の朝勃ち男根を思わず鬼咥えする淫乱義母                                                                                                | DVD      | STARS-237 | SODクリエイト |        |
| 7月9日   | 部屋結界 SPECIAL ～ようこそ僕だけの淫乱学園へ イヒ!～                                                                                     | DVD      | SDDE-625  | SODクリエイト |        |
| 9月24日  | ヘタレな僕を救いに来た先輩女捜査官が悪の組織に輪姦されているのを見てフル勃起                                                              | DVD      | STARS-270 | SODクリエイト |        |
| 10月8日  | 夏の田舎で童貞の僕は年上従姉の冗談を真に受け、中出しし続けた。桃色かぞくVOL.18                                                            | DVD      | SDMF-016  | SODクリエイト |        |
| 11月12日 | あなた…うちの旅館が繁盛しているのは私が中出し接待してるからなの                                                                           | DVD      | STARS-298 | SODクリエイト |        |
| 11月20日 | 専属奴隷 気の強い女スパイを繰り返す洗脳・解除で犯したおします                                                                             | 動画のみ | HYPN-034  | SODクリエイト |        |
| 11月27日 | 大好きなデリヘル嬢を臭いチ〇ポにもしゃぶりつく専用性奴隷にしてみませんか?                                                                 | 動画のみ | HYPN-031  | SODクリエイト |        |

| 2021年   | 2021年 | 2021年   | 2021年    | 2021年        | 2021年                                                         |
| 発売日   | タイトル | 規格     | 品番      | メーカー      | 備考                                                           |
| -------- | --- | -------- | --------- | ------------- | -------------------------------------------------------------- |
| 1月8日   | ハイグレ洗脳 美しき人妻が卑猥なポーズで従順な性処理奴隷に!                                                                      | DVD      | STARS-317 | SODクリエイト |                                                                |
| 3月11日  | たった1度の不倫がバレて…嫉妬で暴走する夫に気が狂いそうになるほど焦らされ、マン汁でびっちょびちょのマ○コを何度もイカされ続けた話 | DVD      | STARS-342 | SODクリエイト |                                                                |
| 4月14日  | カレン 顔面優勝 たまらんエロ眼鏡OLと生中出しx2                                                                                  | 動画のみ | IMGN-006  | イマジン      | 初の素人もの、仮名：カレン                                     |
| 5月20日  | 何があっても絶対に起きない義姉を夜な夜なノンレム眠姦 布団に潜り無防備なマ○コを突きまくり中出しし放題!                           | DVD      | STARS-375 | SODクリエイト |                                                                |
| 7月22日  | 「次に会えるのは、1ヶ月後だね…。」 遠距離恋愛の彼女と限られた時間の中で精子が無くなるまで激しく中出しを求め続けた純愛絶倫性交。 | DVD      | STARS-401 | SODクリエイト |                                                                |
| 9月23日  | 自慢の美尻で新婚夫婦の旦那を誘惑し子づくり中出しSEXを求めるパーソナルインストラクター                                           | DVD      | STARS-434 | SODクリエイト |                                                                |
| 10月4日  | 年上彼女のいおりと…。全部がスローだった休日デート。                                                                             | 動画のみ | SDHS-021  | SODクリエイト |                                                                |
| 11月11日 | 運命を絶頂で変えろ!大好きな彼に告白するため学生時代にタイムリープしたのに同級生とSEXしてしまう流されやすい私。                  | DVD      | STARS-464 | SODクリエイト | 本編後にプロデューサー撮影によるメイキング動画あり（10分20秒） |

| 2022年   | 2022年 | 2022年   | 2022年    | 2022年        | 2022年                     |
| 発売日   | タイトル | 規格     | 品番      | メーカー      | 備考                       |
| -------- | --- | -------- | --------- | ------------- | -------------------------- |
| 1月27日  | 円熟したエロテクとむき出しの本能で精子貪り尽くす。今一番、スケベで卑猥な女。                                                                          | DVD      | STARS-508 | SODクリエイト |                            |
| 2月23日  | 性欲処理専門セックス外来19 特別編 最終出勤まで中出し治療に挑む美人婚約者ナースに完全密着!~結婚を理由に引退。退職まで1ケ月~                            | DVD      | SDDE-666  | SODクリエイト |                            |
| 3月24日  | 最愛の夫を亡くした美しい幸薄未亡人は男たちを狂わし精子を搾り取る支配系サイコM                                                                         | DVD      | STARS-554 | SODクリエイト |                            |
| 4月4日   | カレン 顔面再優勝 エロ眼鏡OLとコスって最後の生中出しx2                                                                                                | 動画のみ | IMGN-040  | イマジン      | 素人もの続編、仮名：カレン |
| 5月26日  | あれから6年…最高にエッチで綺麗な古川いおりがアナタの姉になってラブラブ近親相姦生活3完結編～姉の結婚、そして最後の…～                                  | DVD      | STARS-598 | SODクリエイト | 過去2作品の総集編付き      |
| 6月23日  | 7年ぶり最後の乗車！マジックミラー号で各地を巡る！素人M男くんを凄テクすぎる古川いおりがヌイてヌイてヌキまくる2日間合計10発射！～引退カウントダウンSP～ | DVD      | SDMM-116  | SODクリエイト |                            |
| 7月21日  | 圧倒的な美! 美しすぎる古川いおりがあなただけのためにシコサポしてくれる10シチュエーション!190分スペシャル!                                             | DVD      | STARS-660 | SODクリエイト |                            |
| 9月8日   | Make Love たくさん遠回りしたけれど、大好きな彼との愛し合うSexが結局一番幸せ                                                                           | DVD      | STARS-701 | SODクリエイト | 最後のドラマ作品           |
| 10月20日 | 古川いおり引退作品・前編 上京してから女優として生きた10年を辿り ついに到達した人生で一番感じるSEX                                                     | DVD      | STARS-731 | SODクリエイト |                            |
| 11月10日 | 古川いおり引退作品・後編 故郷を巡り未来へと思いを馳せる… 1人の女性として最後に見せる素顔むきだしSEX                                                   | DVD      | STARS-742 | SODクリエイト |                            |

### 女性向けアダルトDVD
| 発売日  | タイトル                                      | 規格   | 品番     | メーカー  | 備考                                     |
| 2014年  | 2014年                                        | 2014年 | 2014年   | 2014年    | 2014年                                   |
| ------- | --------------------------------------------- | ------ | -------- | --------- | ---------------------------------------- |
| 8月1日  | Girl’s Pleasure                               | DVD    | AVOP-060 | SILK LABO | AV OPEN 2014「ヘビー級」エントリー作品。 |
| 2016年  |                                               |        |          |           |                                          |
| 5月26日 | あやまんJAPANの『どこでも、誰でも、大丈夫。』 | DVD    | GRCH-151 | GIRL'S CH |                                          |
| 2017年  |                                               |        |          |           |                                          |
| 11月2日 | 恋する季節 真実の愛はすぐ近くにある…          | DVD    | GRCH-243 | GIRL'S CH |                                          |

### アダルトVR
| 2017年   | 2017年 | 2017年       | 2017年   | 2017年                                       |
| 発売日   | タイトル | 品番         | メーカー | 備考                                         |
| -------- | --- | ------------ | -------- | -------------------------------------------- |
| 3月22日  | 古川いおりとラブラブ同棲日記 関西弁で甘えてくる耳元囁き中出し懇願SEX | DSVR-00050   | SODVR    |                                              |
| 3月22日  | SODstar × SODVR 3D 憧れのstar女優市川まさみ、桐谷まつり、飛鳥りん、古川いおりの4人全員が’アナタ’に甘えてずっーと密着おねだりキス 究極のラブラブハーレムSEX全員挿入スペシャル! 最後は中に出してね | DSVR-00046   | SODVR    |                                              |
| 3月22日  | SODstar4人が常におま○こ見せ、乳首責め、囁き淫語、見つめるフェラチオの同時4点責めでアナタのオナニーを心優しくお手伝い                                                                             | DSVR-00051   | SODVR    |                                              |
| 3月22日  | SODstarのアナルまでしっかり見えるディルド抜き差しおま○こドアップ超至近距離顔面騎乗見せつけオナニー                                                                                               | DSVR-00052   | SODVR    |                                              |
| 3月22日  | 美少女姉妹が関西弁で僕のチ○ポを奪い合う。お兄ちゃん淫語満載見つめ合いキスフェラチオ | DSVR-00053   | SODVR    |                                              |
| 8月1日   | どこを向いても裸の美女だらけ! AV史上初! 360°3D映像! 極上美女14人に囲まれ前後左右全てから責められる超高刺激! 今まで体験したことのない究極ハーレムSEX!                                             | AVOPVR-00009 | SODVR    | AV OPEN 2017『VR-1グランプリ』 第1位獲得作品 |
| 10月20日 | 常に密着イチャイチャ超高級ハーレムソープ スペシャルマットコース 全員挿入中出し編 | DSVR-00118   | SODVR    |                                              |
| 11月24日 | 舐める音、漏れる吐息、囁く声、口の中まで鮮明に見える超至近距離フェラ SODstar 古川いおり・市川まさみ・飛鳥りん・桐谷まつり                                                                        | DSVR-00055   | SODVR    | オムニバス作品                               |

| 2018年  | 2018年 | 2018年     | 2018年   | 2018年 |
| 発売日  | タイトル | 品番       | メーカー | 備考   |
| ------- | --- | ---------- | -------- | ------ |
| 6月29日 | SODstar 古川いおりと一緒にAV鑑賞 ～本人出演作品を見ながらキスから中出しまでリアル再現SEX!～                  | DSVR-00284 | SODVR    |        |
| 7月20日 | 夏休みに図書館でひとりぼっちでいたら司書の美人お姉さんに声をかけられトイレでこっそりエッチなイタズラをされた | DSVR-00281 | SODVR    |        |

| 2019年   | 2019年 | 2019年     | 2019年   | 2019年         |
| 発売日   | タイトル | 品番       | メーカー | 備考           |
| -------- | --- | ---------- | -------- | -------------- |
| 2月1日   | 足裏フェチVR 市川まさみ 桜木優希音 栄川乃亜 玉木くるみ 神坂ひなの 後藤里香 持田栞里 胡桃沢ももこ 古川いおり 小西まりえ                                                    | 3DSVR-0399 | SODVR    |                |
| 2月7日   | 超リアル 電車痴漢VR 3 | DSVR-00389 | SODVR    |                |
| 3月1日   | 美女に罵倒されたいM寄りのかた向けVR 罵倒されながらも僕のチ○ポはギンギン!                                                                                                  | DSVR-00402 | SODVR    |                |
| 3月29日  | 童貞のフリした絶倫の僕が姉の友達にハードピストン! 連続中出し爆イキさせまくり痙攣大絶頂                                                                                    | DSVR-00421 | SODVR    |                |
| 3月29日  | ズーム盗撮VR 優月まりな 新垣智江 皆瀬杏樹 若月みいな あずみひな 雨宮凛 有宮まこと 梨々花 本庄瞳 古川いおり                                                                | 3DSVR-0417 | SODVR    |                |
| 4月26日  | 洗脳ドリルVR 強気な女弁護士を性処理便器であるということに悟り堕とし服従洗脳プレイ                                                                                         | DSVR-00433 | SODVR    |                |
| 5月24日  | 昭和ドラマの主人公VR ～古川いおりとアナタの物語～ | DSVR-00449 | SODVR    |                |
| 6月14日  | フェラ舌VR 美しい口元から伸びるエロ舌がチ◯コにイヤラしく絡みつく 相澤ゆりな 藤波さとり 桐山結羽 優梨まいな 桃尻かのん 御坂りあ 波多野結衣 大槻ひびき 古川いおり           | 3DSVR-0461 | SODVR    |                |
| 6月27日  | 乳首責めVR! 乳首大好きな僕の性癖を熟知したお姉さんが入念に乳首を責めてくれる中出しメンズエステ店                                                                          | DSVR-00468 | SODVR    |                |
| 7月29日  | 絶倫女上司と相部屋VR【高画質HQ】で酔っ払った女上司の彼氏の代わりになって一晩中強制中出し! 何度もセックスさせられまくるVR                                                  | DSVR-00490 | SODVR    |                |
| 8月12日  | 【雪山遭難VR】このままじゃ凍死確実! 裸で抱き合ってカラダを温め合い、至近距離で見つめられながら密着摩擦で生性器をコスり合った直後に極限状態のサバイバルSEX                 | DSVR-00506 | SODVR    |                |
| 9月12日  | マジシャンガールのイリュージョンSEX SHOW | DSVR-00521 | SODVR    |                |
| 9月16日  | 超高級Wおっパブspecial!SODstar大集合!! | DSVR-00522 | SODVR    | オムニバス作品 |
| 10月10日 | 【高級娼婦館VR】 挿れたら離さず豪快に尻揺れ腰フリする痴女尻嬢 | DSVR-00557 | SODVR    |                |
| 11月11日 | 「あの2番の子、こっちゃんじゃね?」 彼女がセクシー女優だと知るのは僕だけ! 婚活パーティーで偶然古川いおりと出会うVR                                                         | DSVR-00566 | SODVR    |                |
| 12月16日 | 【強制イジメ加担VR】 3年C組の古川先生って、いつも真面目な顔して当たり前のことしか言わないから… 授業全然面白くじゃん。 『だから、アンタのチ○ポでレ×プして欲しいんだけど?』 | DSVR-00589 | SODVR    |                |

| 2020年  | 2020年                                                                                      | 2020年     | 2020年   | 2020年 |
| 発売日  | タイトル                                                                                    | 品番       | メーカー | 備考   |
| ------- | ------------------------------------------------------------------------------------------- | ---------- | -------- | ------ |
| 1月30日 | 関西弁で甘えてくる超美人彼女と最初から最後までキス100回SEX                                  | DSVR-00618 | SODVR    |        |
| 2月13日 | 兄嫁のピタピタなデニム尻に我慢できずに後ろからチ●ポをねじ込みガン突き!                      | DSVR-00629 | SODVR    |        |
| 3月30日 | 逆監禁飼育VR 「僕の飼い主は、隣の奥さん。」                                                 | DSVR-00655 | SODVR    |        |
| 4月20日 | 親戚のお姉ちゃんに預けられて2人でお泊り 一緒にお風呂に入ったらイタズラされちゃった 初射精編 | DSVR-00678 | SODVR    |        |

| 2021年   | 2021年 | 2021年     | 2021年   | 2021年 |
| 発売日   | タイトル | 品番       | メーカー | 備考   |
| -------- | --- | ---------- | -------- | ------ |
| 3月5日   | 夫婦でマイホーム見学中に性欲強めの不動産レディーに誘惑され、妻が他の部屋を見学中のわずか10分で強引に騎乗位と対面座位をされ強制中出しして何度もネトラれる僕                                                 | DSVR-00897 | SODVR    |        |
| 4月12日  | 出張先で清楚な女部下と相部屋に… まさかの彼女から頼み込まれて1回だけSEX、のはずが彼女が絶倫すぎて何度も中出しさせられた                                                                                     | DSVR-00920 | SODVR    |        |
| 6月14日  | アメとムチの豹変淫語 じっくりデレ淫語 ～羞恥を煽る責め淫語 何度も繰り返し脳まで犯してくる変態ママ | DSVR-00949 | SODVR    |        |
| 7月19日  | 数年ぶりに帰郷すると、アラサーの義姉は未だに自称家事手伝い(ニート)の喪女だった。無防備な尻、無様なまんぐりオナニーを覗き見て思わず襲ってしまうと、久しぶりのチ●ポに興奮止まずにイっても追撃騎乗位してくる! | DSVR-00953 | SODVR    |        |
| 9月23日  | 僕と彼女の初エッチを覗き見していた欲求不満でヤリマンなお姉ちゃんが乱入・エロ指導 姉(ヤリマン)と妹(処女)のマ●コで童貞卒業!!姉妹丼 古川いおり 花音うらら                                                     | 3DSVR-0985 | SODVR    |        |
| 10月25日 | 【JOI×女医】射精依存クリニックのダブル美人女医による敬語JOI治療 知性的な淫語と連続寸止めで律してくれるオナニーコントロールプログラム 古川いおり 宮沢ちはる                                                 | 3DSVR-0986 | SODVR    |        |
| 12月23日 | 清楚な雰囲気漂うアラサーOL、昼はバリバリキャリアウーマン!夜はバキバキ性欲モンスター!〜予定調和のように訪れる彼女の性欲と僕の性欲が絡み合う・・・都合のいい僕らの関係〜                                     | 3DSVR-1058 | SODVR    |        |

| 2022年   | 2022年 | 2022年     | 2022年   | 2022年            |
| 発売日   | タイトル | 品番       | メーカー | 備考              |
| -------- | --- | ---------- | -------- | ----------------- |
| 1月6日   | 全肯定カノジョ。贅沢2SEX「疲れとるん?お姉さんがギュってしたろっか?(笑)」早漏、絶倫の僕を関西弁で慰めつつ、全体位中出しで受け止めてくれる隣のHなお姉さん | 3DSVR-1059 | SODVR    |                   |
| 8月8日   | 優しくて可愛くてエッチな古川いおりにこうやってヌカれたい10PLAY！                                                                                        | 3DSVR-1157 | SODVR    | ※バイノーラル録音 |
| 10月10日 | これがアナタとラストSEX…。「今日はいつでも、どこでもキスしてよう。」外でも家でも密着リップ。10年分の愛を囁く、誰も知らない秘密のデート。                | 3DSVR-1160 | SODVR    | ※バイノーラル録音 |

### イメージDVD
| 発売日   | タイトル                                                    | 規格   | 品番      | メーカー               | 備考   |
| 2015年   | 2015年                                                      | 2015年 | 2015年    | 2015年                 | 2015年 |
| -------- | ----------------------------------------------------------- | ------ | --------- | ---------------------- | ------ |
| 3月25日  | 古川いおりはオレのカノジョ。                                | DVD    | GASO-0034 | GARDEN                 |        |
| 2017年   |                                                             |        |           |                        |        |
| 1月28日  | 僕のお嫁さんは古川いおり                                    | DVD    | EHM-0002  | オルスタックソフト販売 |        |
| 4月6日   | Iori Australia Dream                                        | DVD    | REBD-227  | REbecca                |        |
| 4月6日   | Iori Australia Dream                                        | BD     | REBDB-213 | REbecca                |        |
| 6月25日  | 古川いおりが好きすぎて古川いおりが彼女になってた            | DVD    | DGRP-017  | Graphis                |        |
| 6月25日  | 古川いおりが好きすぎて古川いおりが彼女になってた            | BD     | BGRP-017  | Graphis                |        |
| 2018年   |                                                             |        |           |                        |        |
| 5月18日  | Aphrodite 古川いおり                                        | DVD    | AP-022    | ファインピクチャーズ   |        |
| 5月18日  | Aphrodite 古川いおり                                        | BD     | AP-022B   | ファインピクチャーズ   |        |
| 12月26日 | ヘアーヌード～無○正・清楚系・スレンダー美人・セクシー女優～ | DVD    | BTHA-035  | スパークビジョン       |        |
| 12月26日 | ヘアーヌード～無○正・清楚系・スレンダー美人・セクシー女優～ | BD     | BTHA-035B | スパークビジョン       |        |
| 2019年   |                                                             |        |           |                        |        |
| 9月19日  | Iori2 太陽と麦わら帽子                                      | DVD    | REBD-410  | Rebecca                |        |
| 9月19日  | Iori2 太陽と麦わら帽子                                      | BD     | REBDB-396 | Rebecca                |        |
| 2020年   |                                                             |        |           |                        |        |
| 10月22日 | Iori3 南洋のOASIS                                           | DVD    | REBD-502  | REbecca                |        |
| 10月22日 | Iori3 南洋のOASIS                                           | BD     | REBDB-488 | REbecca                |        |

## 出演

### テレビ
- ビートたけしのあと6回だけヤラせてTV（2012年12月29日、TBSテレビ）
- ビ〜チ9（2013年1月,4月,7月・2014年7月,11月、テレビ埼玉）- マンスリーゲスト
- あいのエチュード #30(2013年、エンタ!959）
- 武器はテレビ。SMAP×FNS 27時間テレビ（2014年7月26-27日、フジテレビ）
  - さんま・中居の今夜も眠れない 「絶対にハニートラップをかけないセクシー女優さんの携帯番号をゲットしよー!」（27日01時30分-）
- 医師 問題無ノ介（2014年12月20日 、DTV）[59]
- ぶっちゃけ嬢〜26時のシンデレラ〜（2015年2月5日,12日,19日,26日、テレビ東京）
- バブリシャスロード アニキと俺物語（2015年10月7日 - 、BS11）※青春篇 #4#6、「占い師の光美」役[60]
- マスカットナイト（2015年10月8日 - 2017年3月30日 、テレビ東京）
- ディープJルーム（2015年11月15日、TOKYO MX）
- 男のザップ 生イキ! ジャンポケクルーズ（2016年5月5日、BSスカパー!）
- マスカットナイト・フィーバー!!!（2017年4月6日 - 9月28日、テレビ東京）
- 魚拓と成瀬のツキとスッポンぽん #161,#162/#406,#407（2017年10月1日,8日/2022年6月12日,19日、パチ・スロ サイトセブンTV）
- 恵比寿マスカッツ横丁!（2017年10月5日 - 12月28日、テレビ東京）
- ケンコバのバコバコナイト 夜のバコバ広辞苑（2022年8月5日、9月30日[61]、10月28日[62]、11月25日[63]、12月23日[64]、サンテレビ・びわ湖放送、8月7日、10月2日、10月30日、11月27日、12月25日、KBS京都）
- 東京愛情動作故事 東京アンダーヘア（2023年8月19日、8月26日、myTV SUPER） - 古川伊織 役[65]

### 映画
- 悲しき玩具 伸子先生の気まぐれ（2015年5月公開、クロックワークス、城定秀夫監督）[66][67] - 主演・伸子先生 役、R15+指定
- 悦楽交差点　オンナの裏に出会うとき（2015年12月18日公開、城定秀夫監督） - 主演・川島真琴 役[68][69]、R18＋指定（R15+版は「悦楽交差点」として再編集の上、2016年8月21日公開[70] ）
- 人妻の吐息 淫らに愛して（2019年5月3日、オーピー映画） - 主演・小林しのぶ 役[71]、R18+指定
- 濡れ絵筆　家庭教師と息子の嫁（2019年9月27日、オーピー映画） - 主演・藤村愛美 役[72]、R18+指定
- マニアックドライバー（2022年1月7日一般公開、ゆうばりファンタスティック映画祭上映、MMXXI Akari Pictures）[73][74] - 監督：光武蔵人、古川いおり（二役：マユミ、フジナガの妻）、R15＋指定
- ここではないどこかへ ～わたしが犯した罪と罰～（2021年11月12日、オーピー映画） - 主演・鈴原のぞみ 役[75] [76] 、R15+指定（R18+版は「密着指導　教えてあげる」として再編集の上、2021年11月5日公開 [77] ）。R15+版DVD化に際しタイトルが「背徳女教師　覗かれた補習授業」に変更された[78]。

### オリジナルビデオ（R15+作品）
- 美人妻白書 隣の芝は（2013年、監督：城定夫、アルバトロス） - 主演・芝田麻子(専業主婦)[79]
- 裏麻雀美神列伝 潰し屋レイカ（2014年1月8日、アルバトロス） - 主演・レイカ(雀士)[80]
- いけない!ルナ先生 やさしくむいてね篇（2014年1月8日、エスピーオー） - 主演・ルナ先生[81]
- 極妻任侠学園（2014年7月20日、ラインコミュニケーションズ） - 主演・剛本香津美(極道学園の生徒)[82]
- セクシャルダイナマイトヒロイン02 魔法美少女戦士リミュエール（2014年9月12日、ZENピクチャーズ） - 主演・花村光(女子高生,魔法美少女戦士リミュエール)[83]
- 新任女教師 未熟な進路指導（2014年12月3日、アルバトロス） - 主演・和泉夏子(教師)[84]
- 嬢王ゲーム（2014年12月15日、ラインコミュニケーションズ） - 主演・千鶴(キャバクラ嬢) 役[85]
- 実録・女の犯罪III（2015年6月5日、オールインエンタテインメント） - 主演・優子(専業主婦)[86]
- 地獄麻雀 好色バトルロワイアル168時間！（2015年7月8日、東映ビデオ） - 主演・二木京香(雀士) 役[87]
- 東京地下女子刑務所 CHAPTER2・エリア99（2016年1月6日、アルバトロス）[88] - 主演・咲(麻薬Gメン)
- やくざの女シリーズ（2016年、オールインエンタテインメント） - 主演・真希(BARの店長,浦虎組哲也の女)
  - やくざの女6（2016年3月4日）[89]
  - やくざの女7（2016年6月3日）[90]
  - やくざの女8（2016年8月5日）[91]
- 若妻同窓会（2016年8月3日、アメイジングD.C.） - 主演・水沢静香(旧姓：木村、専業主婦) 役[92]
- 新・嬢王ゲーム -帰ってきた伝説の女（2016年12月2日、竹書房） - 主演・千鶴(キャバクラ嬢) 役[93]
- 快楽写真館 エロスは暗室の中に（2017年5月2日、竹書房） - 主演・ナオミ[94]、監督：富岡忠文
- 韓国に流れて来た女（2017年7月5日、アルバトロス）[95] - 主演・ミカ、監督：キム・ジョンウク
- 女闇金‐千鶴‐シリーズ（2017年・2019年、竹書房） - 主演・千鶴(女性専門の消費者金融「ローズファイナンス」社長)[96]
  - 女闇金‐千鶴‐ 金にまみれたSEX地獄（2017年7月5日）[97]
  - 女闇金‐千鶴‐ 完熟 性欲を糧にする美獣の誘惑（2019年2月2日）[98]
- エクスタシー・リベンジ-香織-（2018年7月3日、竹書房） - 主演・香織(小料理屋の女将)[99]
- 芸者２ ～GEISHA2～（2019年12月25日、オールインエンタテインメント）[100] - 主演・阿部定子(石田家の女中)
- 人妻家庭教師（2020年12月2日、ハピネット） - 主演・愛弓(元高校教師)[101]
- 極道アパート メゾン・ド・エロスへようこそ!（2021年6月2日、竹書房）[102] - 主演・典子(「日の出荘」管理人)
- 妻たちの本能　束縛不倫（2022年6月3日、Breeze、ハピネット）[103] - 主演・美子(OL、人妻)[104]　監督・脚本：カワノゴウシ　撮影：田宮健彦

### ウェブテレビ
- あやまんJAPANの どこでも、誰でも、大丈夫。（2015年8月28日 - 、監督：あやまん監督、girls-ch）
- 土曜の夜は尻上がり!「ピーチゃんねる」（2017年8月26日、AbemaTV）

### ウェブドラマ
- 只野仁スピンオフ「夢見るサウナ」（2017年、AbemaTV）

### ネット配信
- トイズハートプレゼンツ「ハートの部屋（仮）」（2018年5月11日、ニコニコ生放送）＊第32回ゲスト[105][106]
- 「古川いおりのバナナの皮むく5秒前(BK5)」（2017年1月19日～2022年12月22日、ほぼ月1回放送し、計70回配信。題名は4月21日第4回から採用された、ニコニコ生放送 T-CHANNEL）
- 「男気 わらしべ長者 古川いおり」（2019年6月1日、U-NEXTにて有料配信）[107]
- 「SODstar市川まさみ A○引退まであと3時間！〇〇も乱入！？緊急生配信！」（2022年5月31日21時～24時：YouTube SOFT ON DEMANDチャネルにて無料配信）、無二の親友である市川まさみさんのAV女優卒業記念イベント後半にゲスト出演[108]。
- 「古川いおりのBK5特別編　古川いおりと桃鉄しよう　24時間耐久ゲーム配信 in 桃鉄」（2022年6月3日21時～6月4日20時：ニコニコ生放送 T-CHANNELにて配信。ライブは無料、録画配信は有料会員のみ）、6/3：1stゲーム(21:00～24:00)、6/4：2nd(1:00～4:00)、3rd(5:00～8:00)、4th(9:00～12:00)、5th(13:00～16:00)、Last(17:00～20:00)、各ゲーム：本人＋応募者3人＝4枠でのオンライン対戦を計6ゲーム実施、各ゲーム間に1時間休憩。本人の戦績：1stゲーム:総資産(TA)4位, 収益額(RV)3位、2nd:TA2位, RV3位、3rd:TA4位, RV4位、4th:TA4位, RV4位、5th:TA2位, RV1位、Last:TA1位, RV1位[109]
- 【しみけん・バコバコ両チャンネルコラボ企画】（前編）性器形成の権威に聞いた『名器の作り方』が凄すぎた。（後編）女性の名器は作る時代！？ アソコの悩みを自信に変える方法聞いてみた！！〈本田昌毅・しみけん・古川いおり〉、（2022年7月8日、YouTubeしみけんチャンネル【前編】[110]、バコバコチャンネル【後編】[111]にて無料配信）
- ボートレース平和島ライブ　こんせいそんのスタジオ生放送！『マンスリーBOATRACE杯・ほぼオール女子戦』4日目、MC：こんせいそん（2022年8月5日、ニコニコ生放送）に5回目のゲスト出演←体調不良のため出演中止[112]。（注）前回のゲスト出演は、『こんせいそんのスタジオ生放送！』第65回スポーツニッポンゴールデンカップ初日 (2020年11月21日、ニコニコ生放送、ボートレース平和島)[113]
- 孤独のボッキメシ・シーズン7第4話「料亭で干芋社長と愛人と（茨城県土浦市）」[114]（2022年11月11日、秘密結社ヤリトラ団）
- MINAMOジャンクション#43「大好きで尊敬する先輩から、大事なことを教えてもらいました。」[115]（2022年12月27日、Twitter and YouTube ）

### ラジオ
- 紗倉まなとニューヨークのマジックミラーナイト（2021年4月10日、2022年9月10日・17日[116]、2022年11月19日[117]・26日[118]、文化放送）
- 「古川いおりの〇〇」  （2022年3月31日～5月12日、全4回、音声コンテンツ無料配信サービスAuDee【オーディー】を通じた配信、TOKYO FM等全国38FM局参加）

　　第1回（配信開始日：2022年3月31日）：古川いおりとは!? 質問にたっぷりお答え♡ 【前編】【後編】（計26分11秒）
　　第2回（　〃　：2022年4月14日）：セクシーチャレンジ3連発！！ ～セクシー朗読～　～セクシーASMR～　～古川いおりは”持ってる”？～（計35分36秒）
　　第3回（　〃　：2022年4月28日）：特濃！盟友対談 『古川いおり×紗倉まな』　 ～ゲスト：紗倉まなさん！2人の出会いは？～　～お互い思ったことを質問！～　～リスナーから届いたメッセージを紹介！～　～エンディング、紗倉まなから古川いおりへの感動の手紙を朗読！～（計65分19秒）
　　第4回（　〃　：2022年5月12日）：Thank You メール祭り! Thank You 古川いおり!!　～〇〇最終章！皆さんから届いたメッセージに答えまくります！～　～「メッセージ紹介後半！古川いおりから皆さんへ最後のご挨拶」～（計30分29秒）
- 「白石茉莉奈のtalking free」powered by INTEC  MC：白石茉莉奈, 石津源治 (2022年8月14日放送予定、渋谷クロスFM)、2回目のゲスト出演[119]。（注）初回のゲスト出演は、番組リニューアル前の｢talking free｣ powered by INTEC, MC：高橋誠 (INTEC), 石津源治 (2020年12月13日、渋谷クロスFM)[120]。

### ゲーム
- 龍が如く0 誓いの場所（2015年3月12日、セガ）宗教に勧誘される女・いおり役　※個室ビデオ店イメージビデオでも登場
- 龍が如く7 光と闇の行方（2020年1月16日、PlayStation 4、セガゲームス）乙姫ランド・ソープ嬢、古川いおり 役 ※写真のみの出演

### パチンコ
- CR豊丸とソフトオンデマンドの最新作（2017年1月、豊丸産業）

### MV
- サニーデイ・サービス「FUCK YOU音頭」（2018年5月17日）[121]

### PV
- 中国ドラマ『イップ・マン』プロモーションビデオ(2013年12月～2014年1月)「古川いおりが挑戦!!詠春拳をやってみた」(全6回)[122][123]

### イベント
- ハロウィンの夜お掃除イベント（2016年10月29日、渋谷）入れる度に罵られる「萌えないゴミ箱」（声の出演）[124]
- 石津源治アワー アサガヤショッキング Vol.3[125] （2022年4月13日、阿佐ヶ谷Loft A、ダブリバライブトーク【ゲスト】古川いおり・市川まさみ【MC】石津源治・斤神ヤジリン、ツイキャス有料配信あり）
- 石津源治アワー アサガヤショッキング Vol.9[126] （2022年10月12日、阿佐ヶ谷Loft A、ライブトーク【ゲスト】古川いおり・白石茉莉奈【MC】石津源治・斤神ヤジリン、ツイキャス有料配信あり）

## 書籍・その他

### 写真集
- DREAMING（2017年2月10日、玄光社、撮影：福島裕二）ISBN 978-4768308141（デジタル版：2020年9月1日、配信元：Amazon、楽天ブックス、FANZA ）
- Cosplay Fetish Book（2021年12月1日、ジーオーティー、撮影：田村浩章）ISBN 978-4-8236-0252-8（デジタル版：2022年1月7日、配信元：Amazon、楽天ブックス、FANZA ）
- 引退写真集「わたしをしってるあなたへ　古川いおり」[127]（2022年11月、T-POWERS、撮影：JUMPEI TAINAKA）（注）デジタル版（PDF）とメイキングDVD「Retirement Memorial」はクラウドファンディングの該当プラン応募者のみに配布。

### デジタル写真集
- FLASHデジタル写真集R「古川いおり First Touch」（2021年11月26日、光文社、撮影：八坂悠司、配信元：Amazon、楽天ブックス、FANZA ）
- 週刊ポストデジタル写真集「古川いおり The Last Actress」（2022年12月12日、小学館、撮影：西條彰仁、配信元：Amazon、楽天ブックス、FANZA ）

- アサ芸SEXY女優写真集「ラストヌードー卒業ー」（2022年12月27日、徳間書店、撮影：鈴木ゴータ、配信元：Amazon、楽天ブックス、FANZA ）

### 雑誌
- EX大衆（2012年12月15日発売号）インタビュー[128]
- DMM（2013年2月号）インタビュー
- 人妻DVD Dream 2015年3月号（2015年2月2日、三和出版）
- LOWRIDAZ 3月号 vol.29（2015年2月13日、スキゾ・クラブ）
- 週刊プレイボーイ 2015年5月11・18日号、10月12日号（2015年4月27日・9月28日、集英社）
- 新潟デートホテル2015最新版（2015年7月18日、ニューズ・ライン）
- 特選!人妻DVD dream 6 夫を裏切る若妻たち（2015年7月27日、三和出版）
- 日本カメラ15年9月号（2015年8月20日、日本カメラ社）
- 月刊ソフト・オン・デマンド 2022年12月号・2023年1月号（2022年11月2日・12月2日、SODクリエイト）：古川いおりAV引退グラビア【前編】【後編】[129]
- 週刊ポスト（2022年12月16日号）：Last Nude まだ君に恋してる 古川いおり[130] [131]
- 週刊アサヒ芸能 (2022年12月15日特大号)：卒業 古川いおり[132] [133]

### モデル
- スーパー・ポーズブック ヌード・ペア編（2014年5月19日、コスミック出版）-  ISBN 978-4-7747-9113-5
- スーパー・ポーズブック Special 2（2016年8月22日、コスミック出版）※「スーパー・ポーズブック ヌードプラス編」から「スーパー・ポーズブック ヌード バラエティ編 6 Vivid」までの13作品に収録されなかった未公開カットを収めたコンピレーション作品。ISBN 978-4-7747-9134-0
- ぐるっとまわせる! 原寸大おっぱい図鑑3D（2019年2月4日、一迅社　撮影：須崎祐次、監修：安田理央）‐Cカップモデル[134] ISBN 978-4-7580-1631-5

### カレンダー
- 古川いおり 2014年カレンダー（2013年8月、ハゴロモ） ISBN 978-4801205505

### トレーディングカード
- ジューシーハニー 36（2017年3月4日、株式会社ミント）他モデル：三上悠亜、大槻ひびき
- ジューシーハニー 41（2018年4月21日、株式会社ミント）他モデル：波多野結衣、初川みなみ

### WEB配信
- デジグラ
- GRAPHIS

### アダルトグッズ
- 古川いおり ラブローション（2013年2月21日、SODクリエイト）

## インタビュー
- 【恵比寿マスカッツ全員インタビューvol.13】古川いおりがM心を告白!?「もっと怒ってほしいです」（2017年10月11日、ザテレビジョン）[135]
- 【前編】「だって、プレッシャー人間ですもん、私！」周囲の期待が大きすぎて死ぬかと思ったという、デビュー当時のエピソードとは？【古川いおり 人気AV女優インタビュー】（2017年10月11日、XCITY）[136]
- 【後編】一番ラクで気持ちいい理想のセックスとは○○プレイ！【古川いおり 人気AV女優インタビュー】（2017年11月1日、XCITY）[137]
- アラサーの色気たっぷりの古川いおりにインタビュー!「月イチのAV撮影はいまだに緊張します。このあいだ初めて"例のプール"に行って『本物だ! 写真撮ろう!』ってテンション上がっちゃいました (笑)」【スカパー!アダルト編集部ノーブラ広報♀の ブラブラ出張ナビゲーションω】（2020年2月11日、FANZAニュース）[138]
- 【古川いおりデビュー9周年記念インタビュー！】美貌と妖艶さを兼ね備えたナンバーワン演技派女優の古川いおりちゃんに9周年を迎えた心境を直撃！　「変わっているつもりはないですけど、撮影現場での食事の仕方が変わったくらいですかね」【前半】（2021年11月24日、デラべっぴんR）[139]
- 【古川いおりデビュー9周年記念インタビュー！】（後編）ちなみに古川さんは「彼氏にするなら○○さん」って言っていましたね→旦那になって欲しいくらいです♡（2021年11月25日、デラべっぴんR） [140]
- 変幻自在の演技力と流れる美髪のスレンダー美女 SODstar 古川いおり AVデビュー9周年記念インタビュー（2022年1月10日、日刊SODオンライン）[141]
- 【夜バナ】今年いっぱいで引退の古川いおり「AVデビューは分岐点、この道を選択してよかった」( 2022年7月26日・8月2日号、週刊FLASH) [142]
- 変幻自在の演技力と流れる美髪のスレンダー美女 SODstar 古川いおり AV引退記念スペシャルインタビュー ( 2023年1月号 pp12-16：月刊SOFT ON DEMAND、2022年12月24日：日刊SOD ONLINE)[46]
- こっちゃんAV引退記念スペシャルインタビューで聞いた！こっちゃんが選ぶ思い出作品をピックアップ！( 2022年12月25日：日刊SOD ONLINE、AV女優：インタビュー )  [6]